# Веселин Минев
Веселин Минев (роден на 14 октомври 1980 г.) е бивш български футболист, защитник. Има брат-близнак, който също е футболист – Йордан Минев. 

## Кариера
Роден е на 14 октомври 1980 година в гр. Пазарджик. Преди това е играл за отборите на Анталияспор, Левски, ПФК Ботев (Пловдив), ПФК Беласица (Петрич) и ПФК Хебър (Пазарджик).Той е по-известен като брат на Йордан Минев.